# Goniopora lobata
Goniopora lobata är en korallart som beskrevs av Milne Edwards och Jules Haime 1860. Goniopora lobata ingår i släktet Goniopora och familjen Poritidae. IUCN kategoriserar arten globalt som nära hotad. Inga underarter finns listade i Catalogue of Life.